# Aeschynomene
Aeschynomene é um género botânico pertencente à família Fabaceae.
Compreende 400 espécies descritas e destas apenas 161 aceites. Género principalmente tropical e subtropical com as espécies distribuídas na América, África, Ásia e Áustralia

## Taxonomia
O género foi descrito por Lineu e publicado em Species Plantarum 2: 713–714. 1753. A espécie-tipo é Aeschynomene aspera.

## Espécies seleccionadas
- Aeschynomene abyssinica
- Aeschynomene acapulcensis
- Aeschynomene aculeata
- Aeschynomene acutangula
- Aeschynomene aspera
- Aeschynomene cristata
- Aeschynomene elaphroxylon
- Aeschynomene evenia
- Aeschynomene falcata
- Aeschynomene gracilis
- Aeschynomene histrix
- Aeschynomene indica
- Aeschynomene montevidensis
- Aeschynomene paniculata
- Aeschynomene pratensis
- Aeschynomene rudis
- Aeschynomene sensitiva

## Classificação do gênero
No Linné este género estava classificado da seguinte maneira: Classe Diadelphia, ordem Decandria
No sistema de Jussieu estava classificada na ordem 93, Leguminosae.
Trata-se de um género reconhecido pelo sistema de classificação filogenética Angiosperm Phylogeny Website. Neste sistema, possui os seguintes sinónimos:
- Bakerophyton  (J.Leonard) Hutch. = Aeschynomene L.
- Balisaea  Taub. = Aeschynomene L.
- Climacorachis  Hemsl. & Rose = Aeschynomene L.
- Herminiera  Guill. & Perr. = Aeschynomene L.
- Secula  Small = Aeschynomene L.